# Perdicula asiatica
Perdicula asiatica е вид птица от семейство Phasianidae.

## Разпространение
Видът е разпространен в Индия и Шри Ланка.